# Álvaro Aguiar
Álvaro Santana de Aguiar, conhecido como Álvaro Aguiar (Três Rios, 12 de maio de 1917 – Rio de Janeiro, 22 de outubro de 1988) foi um ator, roteirista e radialista brasileiro.

## Biografia
Álvaro Aguiar nasceu em 1917 na cidade de Três Rios. Em 1944 formou-se em direito pela UFRJ mas exerceu sua profissão por pouco tempo e no fim da década de 40 tornou-se ator.
Atuou no cinema e na televisão durante quatro décadas. Trabalhou em uma única emissora: a Rede Globo. Morreu em 1988 no Rio de Janeiro, deixando dois filhos.

## Filmografia

### Televisão
| Ano  | Título                                   | Papel                     | Notas                     |
| ---- | ---------------------------------------- | ------------------------- | ------------------------- |
| 1967 | A Sombra de Rebecca                      | Jair                      |                           |
| 1967 | Demian, o justiceiro                     | Coronel Drummond          |                           |
| 1968 | Passo dos Ventos                         | Carmo                     |                           |
| 1968 | Balança Mas Não Cai                      | Vários Personagens        | 1968-1970                 |
| 1969 | Véu de Noiva                             | Francis Albertini         |                           |
| 1970 | Assim na Terra como no Céu               | Bispo                     |                           |
| 1970 | Pigmalião 70                             | Magalhães                 |                           |
| 1970 | Faça Humor, Não Faça Guerra              | Vários Personagens        | 1971-1973                 |
| 1971 | O Cafona                                 | Gastão                    |                           |
| 1971 | O Homem que Deve Morrer                  | Max                       |                           |
| 1972 | Selva de Pedra                           | Pedro                     |                           |
| 1973 | O Bem-Amado                              | Coronel Hilário Cajazeira |                           |
| 1973 | Satiricom                                | Vários Personagens        | 1973-1975                 |
| 1973 | Carinhoso                                | Dr. Pinheiro              | Participação Especial     |
| 1974 | Caso Especial (episódio Feliz na Ilusão) | —                         | Episódio: Feliz na Ilusão |
| 1975 | O Grito                                  | Fernão                    |                           |
| 1976 | Planeta dos Homens                       | Vários Personagens        | 1976-1979                 |
| 1980 | Água Viva                                | Turíbio                   |                           |
| 1983 | Guerra dos Sexos                         | Oscar Moreira Satúbal     |                           |

### Cinema
| Ano  | Título                         | Papel            |
| ---- | ------------------------------ | ---------------- |
| 1945 | Vidas Solidárias               | —                |
| 1947 | Asas do Brasil                 | Piloto           |
| 1949 | O Dominó Negro                 | Detetive         |
| 1949 | O Homem que Passa              | Souza            |
| 1950 | A Inconveniência de Ser Esposa | —                |
| 1950 | O Noivo de Minha Mulher        | —                |
| 1952 | Brumas da Vida                 | —                |
| 1961 | Teus Olhos Castanhos           | Dr. Alves        |
| 1962 | Os Cosmonautas                 | Professor Inácio |
| 1962 | O Assalto ao Trem Pagador      | Chefe de polícia |
| 1963 | Crime no Sacopã                | —                |
| 1967 | El Justicero                   | El General       |
| 1967 | Terra em Transe                | —                |
| 1968 | As Três Mulheres de Casanova   | Eduardo          |
| 1969 | Tempo de Violência             | Torres           |
| 1970 | Em Família                     | Arildo           |
| 1971 | Meus Filhos                    | —                |
| 1972 | A Viúva Virgem                 | Geraldo          |
| 1974 | A Estrela Sobe                 | Amaro            |